# Коник (коктейль)

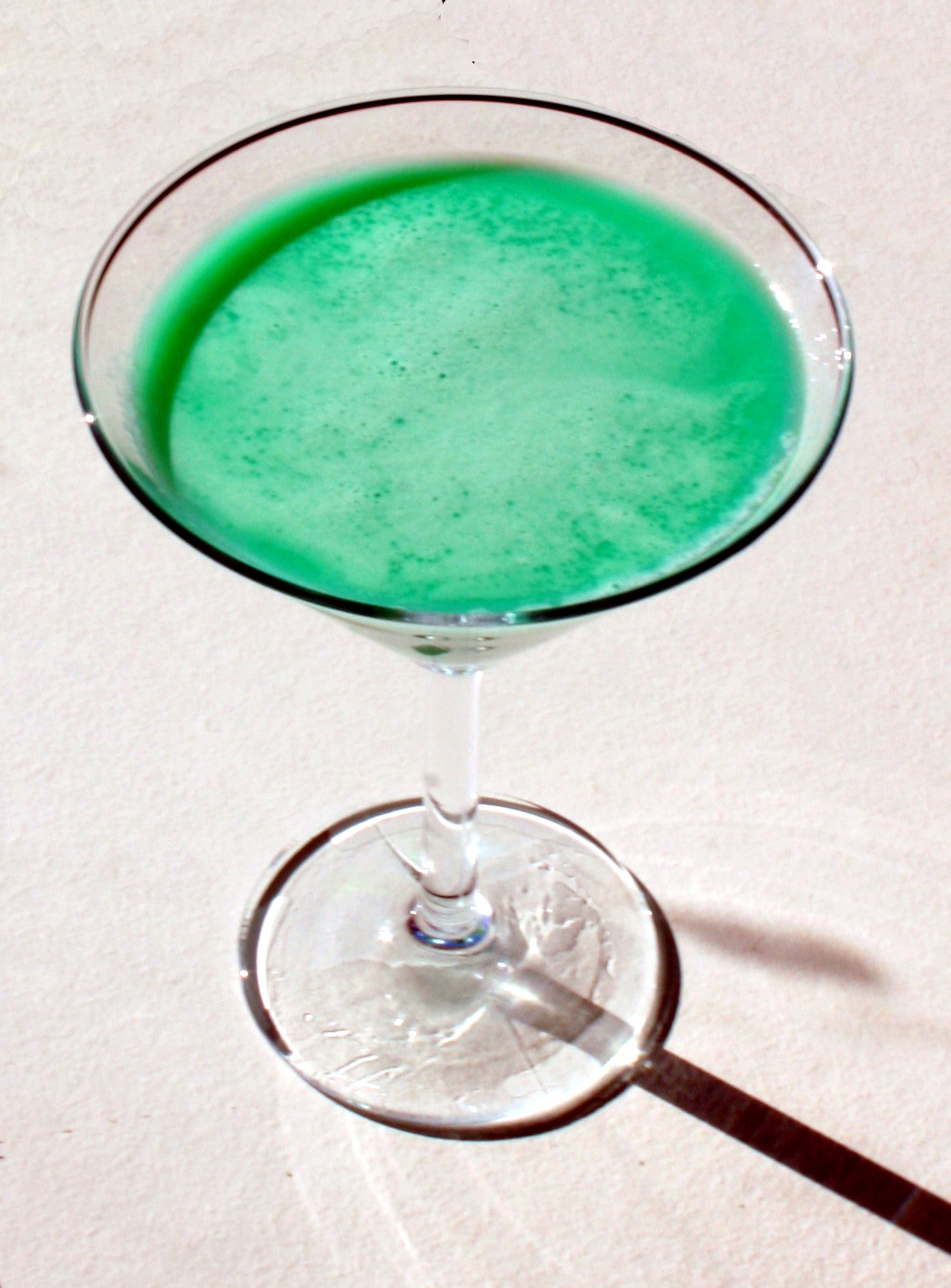
Коктейль «Коник»

«Коник» (англ. Grasshopper) — коктейль, що змішують з вершків, зеленого м'ятного і білого шоколадного лікеру в рівних кількостях. Має солодкий м'ятний смак, його подають як дигестив. Свою назву коктейль отримав через своєрідний зелений колір, який йому надає один з інгредієнтів — м'ятний лікер (фр. crème de menthe). Класифікується як дигестив (десертний). Належить до офіційних напоїв Міжнародної асоціації барменів, категорія «Сучасна класика» (англ. Contemporary classics).

## Спосіб приготування
Склад коктейлю «Grasshopper»:
- шоколадний лікер — 30 мл (3 cl),
- м'ятний лікер — 30 мл (3 cl),
- вершки — 30 мл (3 cl).

Варіації
«Горілка» або «Летючий коник»  заміна вершків горілкою.
«Заморожений коник»  додавання м’ятного морозива, щоб створити напій, більш схожий на десерт.
«Після восьми» додає шар темного шоколадного лікеру до крему де менту, крему де какао та вершків.
У північно-центральній частині Сполучених Штатів, особливо у Вісконсині, Grasshoppers є змішаними напоями, в яких вершки замінюють морозивом. Схожою варіацією є молочний коктейль «Коник», який містить м’ятне шоколадне морозиво, молоко та крем де мент. Його змішують і подають у високій склянці, прикрашеній мініатюрним або поламаним печивом із шоколадним сендвічем, наповненим кремом.
"Girl Scout Cookie" замінює м'ятний шнапс крем-де-менте.
На святкування 85-річчя закусок Hostess випустила кулінарну книгу рецептів із використанням Twinkies. Один із рецептів називається «Твінкі-коник», що схоже на молочний коктейль.